# Даниел Островски
Даниел Островски е български футболист, нападател.

## Биография
Роден е на 6 март 1973 в Плевен. Играл е за Сторгозия, Спартак (Плевен), Литекс, Велбъжд, Белите орли, Видима-Раковски и Левски (Левски). Шампион през 1998 г. с Литекс, бронзов медалист през 2000 г. с Велбъжд. Голмайстор на Северната Б група през 1995 г. с 26 гола.

## Статистика по сезони
- Сторгозия – 1992/93 – В група, 12 мача/3 гола
- Сторгозия – 1993/94 – Б група, 26/14
- Сторгозия – 1994/95 – Б група, 30/26
- Спартак (Плевен) – 1995/96 – Б група, 23/7
- Спартак (Плевен) – 1996/97 – A група, 25/4
- Литекс – 1997/98 – A група, 5/0
- Спартак (Плевен) – 1998/99 – Б група, 28/5
- Велбъжд – 1999/00 – A група, 23/3
- Велбъжд – 2000/ес. - A група, 1/0
- Белите орли – 2001/02 – Б група, 19/2
- Видима-Раковски – 2002/03 – Б група, 18/2
- Видима-Раковски – 2003/04 – A група, 20/3
- Спартак (Плевен) – 2004/05 – Б група, 17/3
- Левски (Левски) – 2005/06 – В група, 23/8